# Georg Abesser
Georg Karl Wilhelm Abesser (* 7. August 1889 in Schwammelwitz, Landkreis Neisse; † 3. August 1977 in Itzehoe) war ein deutscher Sanitätsoffizier, zuletzt Generalarzt im Zweiten Weltkrieg.

## Militärische Laufbahn
Georg Abesser trat im April 1908 in die Preußische Armee ein und wurde nach Ausbruch des Ersten Weltkriegs am 5. August 1914 zum Assistenzarzt befördert. Im Jahr 1914 wurde er an der Königliche Friedrich-Wilhelms-Universität zu Berlin mit der Arbeit Die operative Behandlung des Rektumkarzinoms promoviert. Während des Krieges erfolgten weitere Beförderungen. Am 3. September 1916 zum Oberarzt und am 23. März 1920 zum Stabsarzt. 1920 trat er aus dem aktiven Dienstverhältnis aus und wurde nicht in die Reichswehr übernommen.
Am 1. April 1935 trat er im Dienstgrad eines Oberstabsarztes in die neu aufgestellte Wehrmacht ein. Bereits ein Jahr später wurde er am 1. Oktober zum Oberstarzt befördert. Von 1938 bis zum 1. Februar 1940 war er Divisionsarzt der 30. Infanterie-Division und führte gleichzeitig bis zum 26. August 1939 als Kommandeur die Sanitäts-Abteilung 30 (Lübeck) der 30. Infanterie-Division. Mit der Division war er am Überfall auf Polen teil, wurde aber kurz vor dem Westfeldzug versetzt. In seiner Verwendung als Korpsarzt des XXXIX. Panzerkorps von Februar 1940 bis zum 25. Juni 1943 wurde er im Juli 1942 zum Generalarzt befördert. Es folgte eine Versetzung in die Führerreserve bis zum 5. September 1944. Anschließend war er im Stab des stellvertretenden Generalkommandos des X. Armeekorps. Ende April 1945 wurde Abesser aus der Wehrmacht entlassen.
Georg Abesser war Mitglied der Deutschen Tropenmedizinischen Gesellschaft in Hamburg.

## Auszeichnungen
- Kriegsverdienstkreuz (1939) II. und I. Klasse mit Schwertern
- Deutsches Kreuz in Silber am 7. September 1943[2]